# Pierrot el loco
Pierrot el loco (en francés Pierrot le fou) es una película francesa de 1965 dirigida por Jean-Luc Godard, y protagonizada por Anna Karina y Jean-Paul Belmondo. Está basada en la novela homónima, de Lionel White.

## Argumento
Ferdinand Griffon es un profesor de Lengua Española casado con una italiana. Ha sido recientemente despedido de la televisión en la que trabajaba. Su mujer le fuerza a ir a una fiesta en la casa del padre de ella, el cual es empresario y quiere presentar a Ferdinand a un importante empleado. El hermano de ella deja a la cuidadora Marianne Renoir al cuidado de sus hijos. Ferdinand se siente aburrido en esa fiesta burguesa, la cual se presenta como una especie de sucesión continua de anuncios de diferentes productos, pero los protagonistas son los hablantes de las diferentes conversaciones entre la gente de la fiesta. Por lo tanto, Ferdinand roba el coche de su cuñado y vuelve a casa. Allí encuentra a Marianne, quien había sido su amante cinco años atrás e insiste en llamarlo Pierrot. Él le ofrece llevarla a casa; sin embargo, él pasa toda la noche con ella y descubre que está involucrada en el tráfico de armas. Marianne es perseguida por unos revolucionarios argelinos, entonces deciden viajar a la playa sin dinero, dejando París y su familia atrás en un loco viaje a ningún lado.
Durante sus aventuras, la pareja comete crímenes mientras intercambian ideas sobre la vida, el amor y las personas. Ferdinand es un aficionado a la lectura y tiene un diario, tomas de las páginas de éste van apareciendo intermitentemente durante la película.
Después de descubrir que Marianne en realidad lo estaba engañando con otro hombre, los persigue y los mata con un revólver para proceder a suicidarse atándose cintas de dinamita alrededor de la cabeza.
Mientras la cámara enfoca el mar y el cielo, se oye una conversación entre la pareja protagonista.

## Reparto
- Jean-Paul Belmondo: Ferdinand "Pierrot" Griffon.
- Anna Karina: Marianne Renoir.
- Graziella Galvani: Maria Griffon.
- Dirk Sanders: Fred.
- Jimmy Karoubi: el Enano.
- Roger Dutoit: gánster #1.
- Hans Meyer: gánster #2.
- Samuel Fuller: él mismo.
- Princesse Aïcha Abadie: ella misma.
- Alexis Poliakoff: un marinero.
- Raymond Devos: el hombre del puerto.
- László Szabó: Lazlo Kovacs, exiliado político.
- Jean-Pierre Léaud: el Joven del cine.

- Datos: Q938851
- Multimedia: Pierrot le Fou / Q938851